# 344 (عدد)
344 (ثلاثمائة وأربعة وأربعون ) هو عدد صحيح  يلي العدد 343 ويسبق العدد 345 وهو عدد طبيعي موجب.

## في الرياضيات

### خصائص
- 344 عدد زوجي